# Lidija Ossipowna Dan

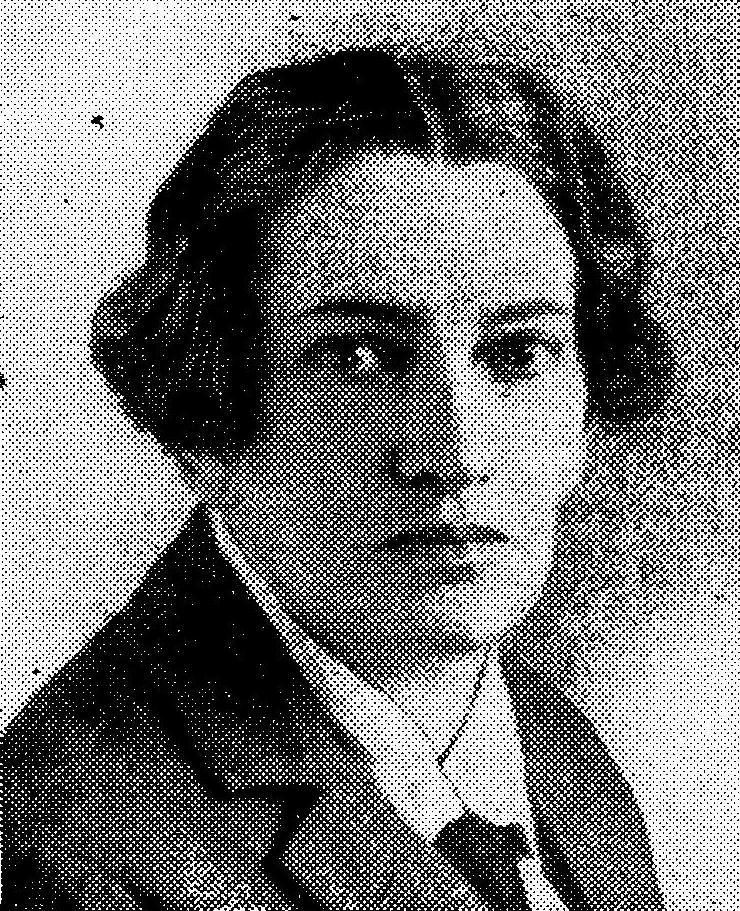
Lidija Ossipowna Dan, um 1931

Lidija Ossipowna Dan, geborene Zederbaum (russisch Лидия Осиповна Дан; * 2. Juni 1878 in Odessa; † 28. März 1963 in New York), war eine russische Sozialdemokratin (Menschewikin).

## Leben
Lidija Ossipowna war eine Schwester von Julius Martow und Sergei Jeschow. Ihr zweiter Ehemann Fjodor Dan war ebenfalls ein führender Menschewik.
Lidija Dan wurde wiederholt nach Sibirien verbannt, 1905 floh sie ins europäische Ausland und wurde Redaktionssekretärin der russischen Emigrationszeitschrift Iskra. Von August bis Oktober 1905 hatte diese Zeitschrift ihren Sitz in Wien. Seit 1922 lebte Lidija Dan mit ihrem Mann in Berlin. Sie war die Vertreterin der russischen Sozialdemokratie im Internationalen Frauenkomitee.